# Kamloops Centre (circonscription britanno-colombienne)
Pour les articles homonymes, voir Kamloops.
Circonscription électorale provinciale du Canada
Kamloops Centre est une circonscription provinciale de la Colombie-Britannique représentée à l'Assemblée législative de la Colombie-Britannique depuis 2024.

## Géographie
En 2024, la circonscription représente la majorité du territoire de la ville de Kamloops, à l'exception du territoire situé le long de la rivière North Thompson et South Thompson.

## Liste des députés
| Législature                                                                                 | Années                                                                                      | Député                                                                                      | Député                                                                                      | Parti                                                                                       |
| Kamloops Centre Circonscription issue de Kamloops-North Thompson et Kamloops-South Thompson | Kamloops Centre Circonscription issue de Kamloops-North Thompson et Kamloops-South Thompson | Kamloops Centre Circonscription issue de Kamloops-North Thompson et Kamloops-South Thompson | Kamloops Centre Circonscription issue de Kamloops-North Thompson et Kamloops-South Thompson | Kamloops Centre Circonscription issue de Kamloops-North Thompson et Kamloops-South Thompson |
| ------------------------------------------------------------------------------------------- | ------------------------------------------------------------------------------------------- | ------------------------------------------------------------------------------------------- | ------------------------------------------------------------------------------------------- | ------------------------------------------------------------------------------------------- |
| 43e                                                                                         | 2024–en cours                                                                               |                                                                                             | Peter Milobar (en)                                                                          | Conservateur                                                                                |